# Trinity Palmetto Point
Trinity Palmetto Point ist eines der 14 Parishes der Inselgruppe St. Kitts und Nevis. Es liegt auf der Hauptinsel Saint Kitts und hat eine Landfläche von 14,69 km². Im Jahr 2022 wurden 2348 Einwohner gezählt. Die Hauptstadt ist Palmetto Point, die größte Stadt ist Boyd’s.